# Carmelo Lavorino
Carmelo Lavorino (Siracusa, 2 dicembre 1948) è un criminologo, investigatore e giornalista italiano.

## Biografia
Si è occupato di numerosi casi di cronaca nera, spesso ipotizzando versioni alternative dei fatti, come consulente della difesa (Mostro di Firenze, omicidio di Marta Russo, delitto di Cogne, delitto di via Poma ecc.), come consulente per i familiari di vittime  (morti dell'imprenditore viterbese Mario Natali, del brigadiere del carabinieri Salvatore Incorvaia,  del fisico ascolano Rodolfo Manno, del giovane Umberto Cocco...), o come opinionista esperto (delitto di Garlasco, omicidio di Meredith Kercher, omicidio di Yara Gambirasio, delitto di Avetrana, uccisione di Lorys Stival, ecc.).
Fu consulente della difesa di Pietro Pacciani nel caso del Mostro di Firenze (Lavorino ha sostenuto che il contadino, a lungo principale accusato, sia stato assassinato), di Federico Valle e Raniero Busco nel delitto di via Poma, poi assolti, e di Bruno Contrada, l'ex agente segreto e poliziotto accusato di concorso esterno in associazione mafiosa.
Nel 2003-06 diede un fondamentale contributo all'assoluzione di Carmine Belli, un carrozziere, risultato completamente innocente, ma accusato di aver ucciso la giovane Serena Mollicone ad Arce nel 2001.
Lavorino è fondatore e direttore tecnico-scientifico del Centro Studi Investigazione Criminale (CESCRIN) e della rivista on-line Detective & Crime. Lavorino è cintura nera di karate e tiene corsi di difesa personale.
Ha elaborato un metodo di analisi investigativa criminale sistemica noto come Metodo MOCCI (Modello Operativo Criminalistico Criminologico Investigativo), formato da 23 fasi analitiche, procedurali ed operative dove analizza ogni elemento del caso in questione sia a livello fattoriale che globale ed interrelato, avvalendosi dell'apporto interdisciplinare della Criminologia come scienza del comportamento, della Criminalistica come investigazione scientifica e della traccia, dell'Investigazione come ricerca logica dei vari "Cosa? Dove? Quando? Come? In che modo? Perché? Chi?".
Lavorino ha inoltre impostato il concetto di Triade Criminodinamica, dimostrando che ogni criminale (che indica come S.I., cioè Soggetto Ignoto) nell'ideare ed agire il progetto criminoso (singolo o seriale) mette in essere tre tipi di comportamenti ed atti del tipo sistemico:
1) atti di modus operandi esecutivi, tecnici e procedurali;
2) atti di matrice psicologica, ritualistici e simbolici;
3) atti di modus operandi per depistare, prendere distanza dal crimine e "farla franca".

## Controversie e procedimenti giudiziari
Nel caso del delitto di Marta Russo, lavorò per la difesa di Salvatore Ferraro e Giovanni Scattone. 
Insieme al deputato Marco Taradash Lavorino fu denunciato per calunnia nel 1998 per aver scritto sulla rivista Detective and Crime, e averlo sostenuto in una conferenza-stampa, che la cosiddetta "super-testimone", Gabriella Alletto, aveva subito un condizionamento "ipnotico" di tipo "suadente-regressivo" (una tecnica che produce facilmente dei falsi ricordi) da parte di agenti dei servizi segreti, durante il lungo interrogatorio non verbalizzato. Lavorino e Francesco Bruno dissero di averlo appreso dalle confidenze di Aurelio Mattei, psicologo e agente segreto. Il procedimento si è concluso nel 2015 con la prescrizione. In seguito il Comitato parlamentare per la sicurezza della Repubblica dichiarò illegittimo l'uso del SISDE nel caso.
Lavorino, in polemica anche con lo stesso collega Bruno, denunciò i "servizi segreti deviati" che avrebbero già depistato nel caso del Mostro di Firenze. Nel 2001, sempre consulente della difesa, propose una propria teoria sul profilo del killer. Per il criminologo, riprendendo anche le conclusioni forensi di Carlo Torre, il colpo era «partito dal bagno dei disabili e si è fratturato nella testa della povera ragazza perché è stato intagliato prima. Il colpevole è un soggetto psicopatico, una personalità inadeguata che voleva uccidere qualcuno ad effetto dimostrativo. Non un serial killer, ma uno stragista». Nel 1998 il suo settimanale, assieme a Panorama, fu il primo a proporre il video dell'interrogatorio precedente, in cui la testimone giurava di non aver visto nulla (l'audio integrale fu diffuso da Radio Radicale).

## Opere
- Il Mostro di Firenze. La teoria finale, 1991 (sotto lo pseudonimo di Mister Kappa)
- Pacciani Connection, Emmekappa, 1993
- Il Mostro di Firenze e il caso Pacciani, Emmekappa, 1994 (come Mister Kappa)
- Cogne delitto infernale. Chi ha ucciso Samuele, ed. Tullio Pironti, 2006
- Scene del crimine, Aliberti, 2007
- Il delitto di via Poma. Sulle tracce dell'assassino, Gruppo Albatros Il Filo, 2009 (prima edizione)
- Il delitto di Arce. Sulle tracce dell'assassino, Ciarrapico, 2011
- Scena del crimine e tracce criminali, con Marco Cannavicci, edizioni Cescrin (Quaderni d'Investigazione Criminale), 2011
- Sicurezza anticrimine e investigazione criminale, con Giovanni Manunta, contributo di Enrico Delli Compagni, edizioni Cescrin, 2013
- FIVE - Cinque omicidi camuffati da suicidi, edizioni Ponte Sisto, 2019
- Via Poma - ultima chance - CESCRIN - 2025